# Joseph d'Haussonville

Escudo de los Cléron d'Haussonville.

Joseph Othenin Bernard de Cléron, conde de Haussonville (27 de mayo de 1809 - 28 de mayo de 1884) fue un historiador y político francés nacido y fallecido en París. Fue elegido miembro de la Academia Francesa en 1869 para el asiento número 22.

## Datos biográficos
Fue hijo de Charles d'Haussonville (1770-1846), chambelán de Napoleón Bonaparte y par de Francia. Joseph Othenin ingresó siendo muy joven a la carrera diplomática y actuó en las embajadas de Bruselas, Turín y Nápoles. 
Se casó en 1836 con Louise-Albertine de Broglie (1818-1882), hija del duque de Broglie, con la que tuvo a Paul-Gabriel d'Haussonville quien, como su padre, fue miembro de la Academia Francesa. Tuvo su domicilio en París en el hotel de Broglie, en el número 35 de la rue Saint-Dominique, propiedad que fue acondicionada para su familia por Gabriel Destailleur. 
Joseph d'Haussonville fue consejero de la región de Seine-et-Marne (4 de junio de 1838 - 30 de agosto de 1848), oficial de la Legión de Honor a partir del 27 de febrero de 1840, y se retiró de la actividad diplomática para ingresar a la política. Fue elegido diputado en 1842 y después reelecto en 1846. En la Asamblea fue parte de la mayoría ministerial y como tal defendió los puntos de vista del sector gubernamental. Fue autor de una proposición sobre las condiciones de admisión y del desarrollo de la carrera de los funcionarios públicos. También defendió las peticiones que hacían en esa época los practicantes de la religión protestante para poder ejercer su culto libremente.
Regresó a la vida privada en 1848. Durante el segundo imperio, estuvo activo como parte de la oposición "orleanista", publicando en Bruselas un periódico opositor al régimen que se denominó Le Bulletin français. En 1863, sostuvo la candidatura de Lucien-Anatole Prévost-Paradol para la Academia Francesa. Su propia obra histórica le valió a él mismo ingresar en la Academia en 1869, siendo electo para el asiento número 22.
Después de la guerra de 1870, fundó y presidió una Association des Alsaciens-Lorrains, formada para auxiliar a los habitantes de esas regiones que habían decidido mantener la nacionalidad francesa a establecerse en Argelia, colonia en aquel entonces perteneciente a Francia.
En 1878 fue nombrado senador vitalicio. En el Senado se alió con las fuerzas del centro-derecha para defender a las congregaciones religiosas.

## Obra
- Histoire de la politique extérieure du gouvernement français de 1830 à 1848 (2 vol., 1850)
- Histoire de la réunion de la Lorraine à la France (4 vol., 1854-1859)
- L'église romaine et le Premier Empire 1800-1814 (5 vol., 1864-1879).
- La France et la Prusse devant l'Europe (1870).
- Mon journal pendant la guerre (1870-1871).

| Predecesor: Jean-Pons-Guillaume Viennet | Miembro de la Academia Francesa (asiento número 22) 1869 - 1884 | Sucesor: Ludovic Halévy |